# Valle del Jerte
El Valle del Jerte (extremeny Valli el Herti) és una comarca d'Extremadura situada la zona nord-est de la província de Càceres, en el vessant sud de la Serra de Gredos i emmarcat al nord per la província d'Àvila i el cacereny vall del Ambroz i al sud per la comarca de La Vera i Plasència. El cap comarcal és Jerte i ocupa una superfície de 372 km² amb una població d'11.000 habitants.

## La comarca
De forma rectangular, la comarca resta perfectament definida pel relleu que l'envolta, doncs es tracta d'una vall oberta pel que hi discorre el riu Jerte en la seva zona més baixa, flanquejat ambdós cantons per les fortes i protectores serres de Tormantos i Traslasierra. El relleu és protagonista d'excepció, perquè amb 40 km de longitud, uns 10 d'amplada i altituds entre els 350 i 2.400 metres, el Valle del Jerte és fàcilment visible en qualsevol mapa i inclús avui en les actuals fotografies des de satèl·lit.
A més d'una comarca natural, el vall del Jerte, destaca per la seva coherència, des de diferents punts de vista: Administrativa, amb una Mancomunitat formada per onze municipis on hi conviuen uns 12.000 habitants: Econòmica: cooperativisme agrari, associacions empresarials per al turisme i Pymes: Social: Associacions de dones, joves, 3ª edat, senderisme...Aquesta vertebració resta encara més palpable amb la integració de tots aquests agents en la Societat per la Promoció i Desenvolupament de la Vall del Jerte (SOPRODEVAJE), que és el Grup d'Acció Local que porta treballant pel desenvolupament integral de la comarca més de 20 anys.

## El paisatge

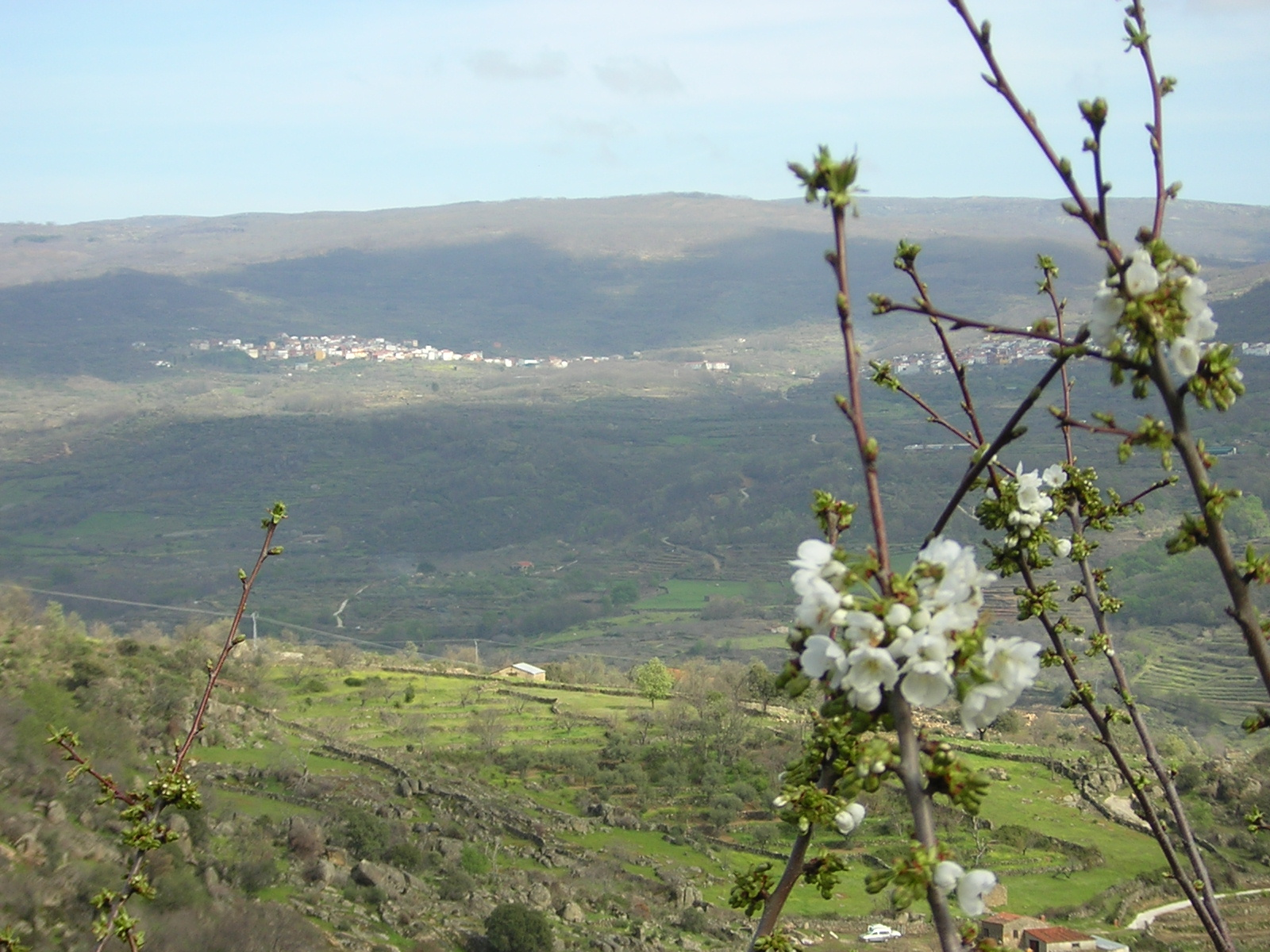
Panoràmica del Vall del Jerte

El paisatge jerteny és obra de la naturalesa, però també de l'activitat secular de l'home. Clima i relleu són des de l'inici els grans constructors del paisatge. Per una banda, l'orientació sud-oest, afavoreix l'abundància de pluges. Per altra, les altives cimes de Gredos protegeixen dels vents del nord i temperen l'hivern, a més de refrescar a l'estiu. Aquesta varietat d'orientacions i altituds permet el desenvolupament de múltiples ecosistemes: matolls i pastures d'alta muntanya. Sobre aquesta base, els pobladors de la vall han deixat empremtes indelebles en el territori, creant un mosaic de prats i cultius de cirerer, castanyer i olivera.
La vall del Jerte aixopluga, avui dia, la major biodiversitat d'Extremadura: 150 espècies d'aus, 15 d'amfibis, 23 de rèptils, 56 de mamífers i centenars de plantes i invertebrats, entre aquests, més de 100 espècies de papallones. Fruit lògic de tota aquesta riquesa és la protecció legal de quasi tota la comarca, perquè el 95% de la Mancomunitat de la vall del Jerte forma part de la Xarxa Natura 2000 de la Unió Europea. L'equilibri entre agricultura i medi ambient, la declaració d'un espai natural protegit, la biodiversitat paisatgista de la zona, entre altres factors, han estat peces clau per mantenir encara un medi natural Viu i ben conservat.
Un dels principals objectius estratègics de SOPRODEVAJE és valorar el patrimoni, garantint la biodiversitat. El repte com a comarca és convertir el valor medi-ambiental en icona del territori, preservar el paisatge agrari, valorar l'aigua i l'entorn natural, fent sostenible el binomi cirerer i biodiversitat

## Espais naturals protegits

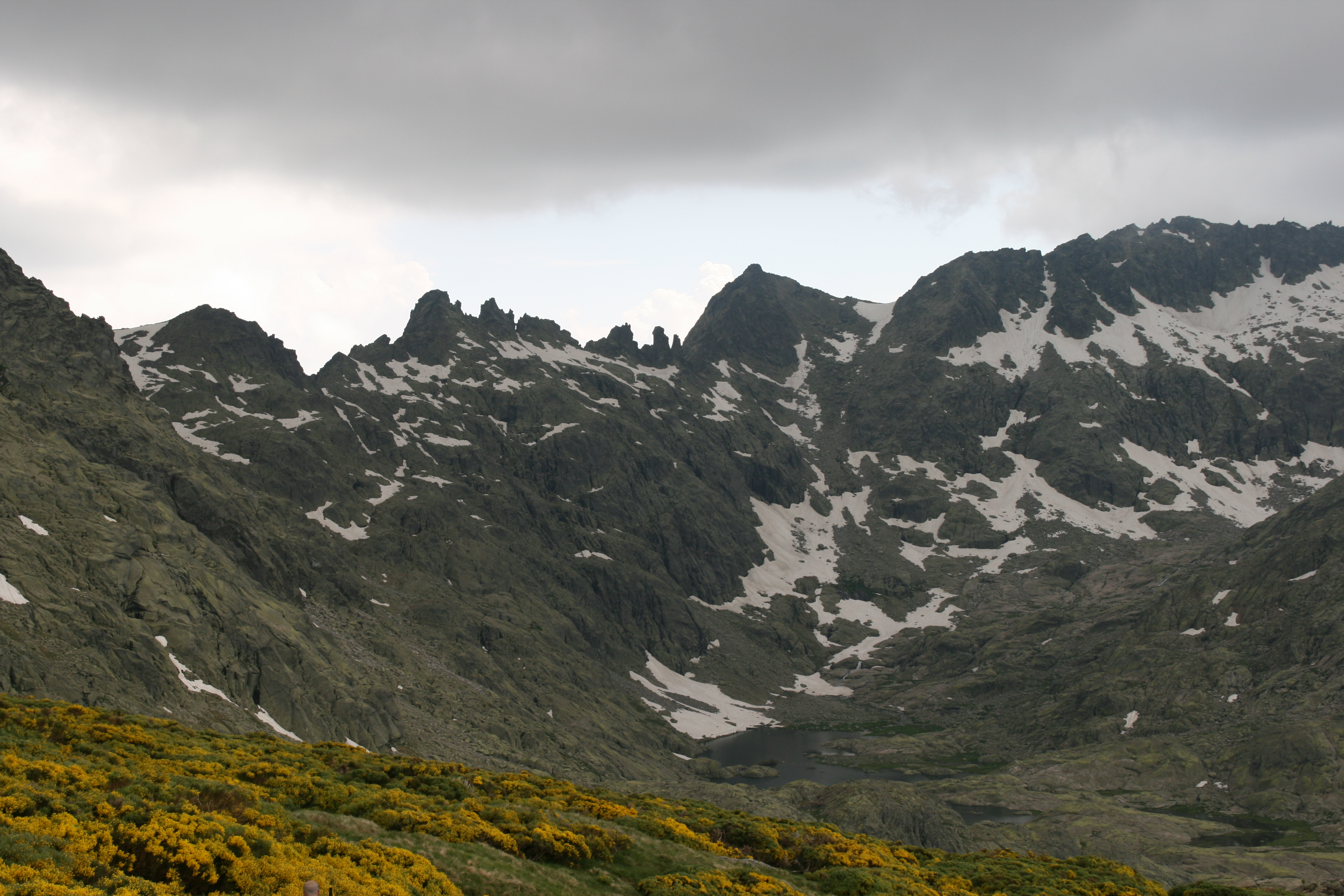
Serra de Gredos

L'imparable impacte de l'home vers la naturalesa ha tingut com a conseqüència la protecció d'aquells espais en millor estat de conservació. La Vall del Jerte posseeix un valuós patrimoni natural on conflueixen, de manera amagada, dues xarxes d'espais protegits, per una banda la Xarxa d'Espais Protegits d'Extremadura (RENPEX).
La Red Natural 2000 està formada per més de 25.000 espais en tota la Unió Europea. Consta de dos tipus d'àrees: els: els Llocs d'Interès Comunitari (LIC) i les Zona d'especial protecció per a les aus (ZEPA). En la Vall del Jerte hi ha quatre espais de la Xarxa Natura 2000.
- 1. LIC, Serra de Gredos i Vall del Jerte. Per si sol quasi protegeix la totalitat de la comarca, unes 35.000 de les seves 37.200 hectàrees. Les dimensions del LIC encara són més grans, perquè comprenen tot el sector cacerenys de Gredos, a més de continuar amb altres espais protegits de Castella i Lleó.
- 2. LIC, Rius Jerte i Alagón. La totalitat del riu Jerte, tant dintre com fora de la comarca de la Vall del Jerte, és objecte de protecció.
- 3, LIC, Riu Tiétar. Tot el riu Tiétar a Càceres i algunes de les seves gorges tributaries estan protegides, incloent la jertenya Garganta del Obispo de Barrado.
- 4, ZEPA, Riu i Pinars del Tiétar. Coincideix amb l'anterior.

## Espais Naturals Protegits de la Xarxa extremenya

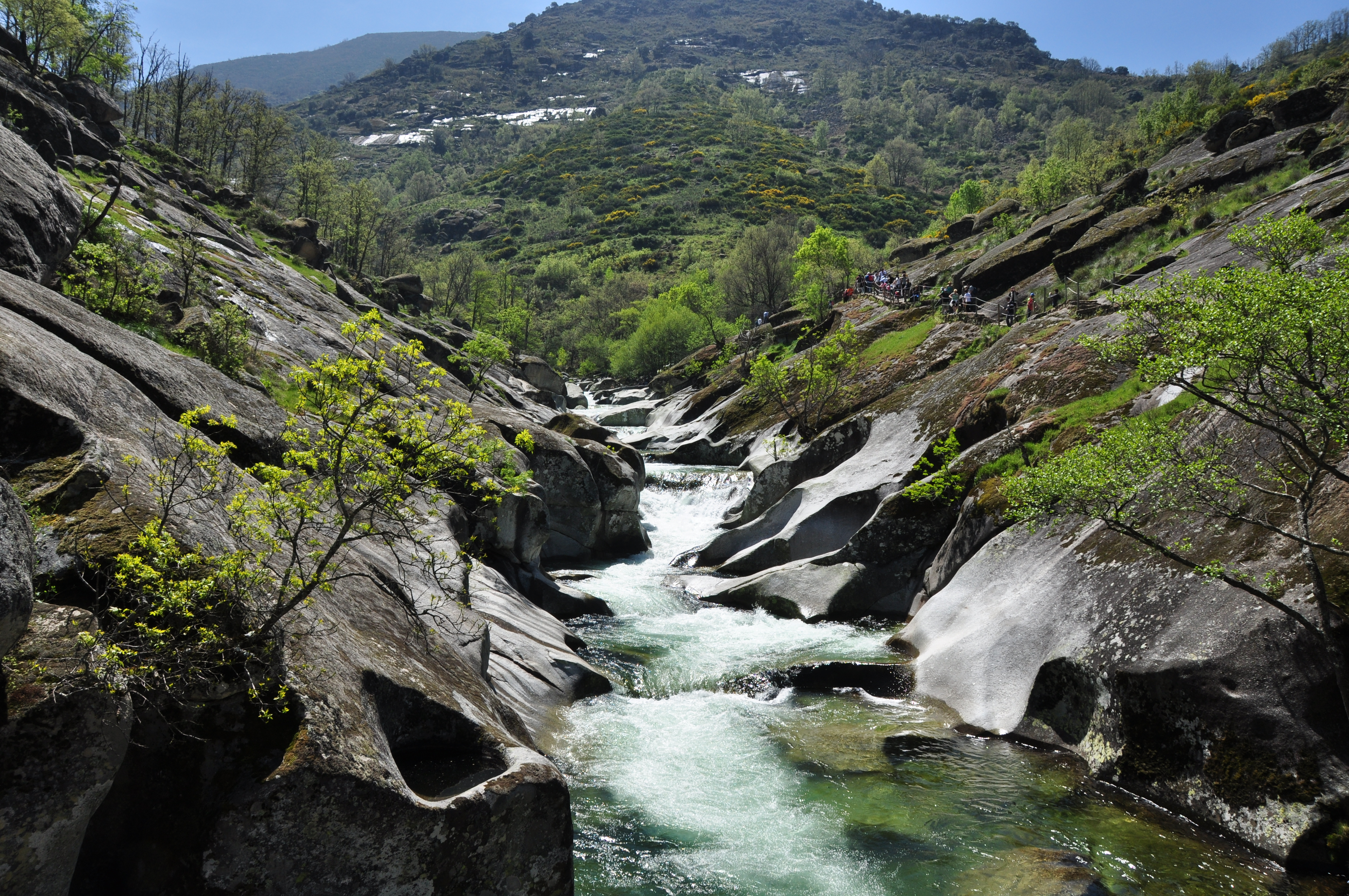
Garganta de los Infiernos

- 1. Reserva Natural de la Garganta de los Infiernos. Territori de quasi 7.000 hectàrees en el sector nord-est de la vall i incloses en el LIC Sª de Gredos i Vall del Jerte. Aquest espai natural destaca, a més de per la seva fauna i flora, pel seu atractiu paisatge, amb variacions altitudinals que varien entre els 600 i els quasi 2.400 m. Degut a aquestes variacions d'altitud, hom es troba amb tres ecosistemes característics: el bosc de ribera, el bosc caducifoli o decídua i, per acabar, l'ecosistema alpí o d'alta muntanya, format per piorna-les serrans i pastures alpines. Tot aquest enclavament muntanyós fa que apareguin diferents torrents i gorges que desemboquen en el riu Jerte: Garganta de San Martín i Gargant de los Infiernos, que rep l'aigua de la Garganta de la Serrá, Asperones i Garganta Chica o del Collado de las Yeguas. Los Pilones és el punt de més atracció i visites de la reserva.
- 2. Arbres singulars: Roble de Prado Sancho (Cabezuela del Valle). Roble Grande de la Solana (Barrado) i Castanyers de Casas del Castañar (Escondelobo i 4 més). A més estan molt propers el Roble del Acarreadero (Cabezabellosa) i el Abedular del Puerto de Honduras (Gargantilla).

## Xarxa Fluvial del Jerte
- Vegeu Riu Jerte.

## Boscos autòctons

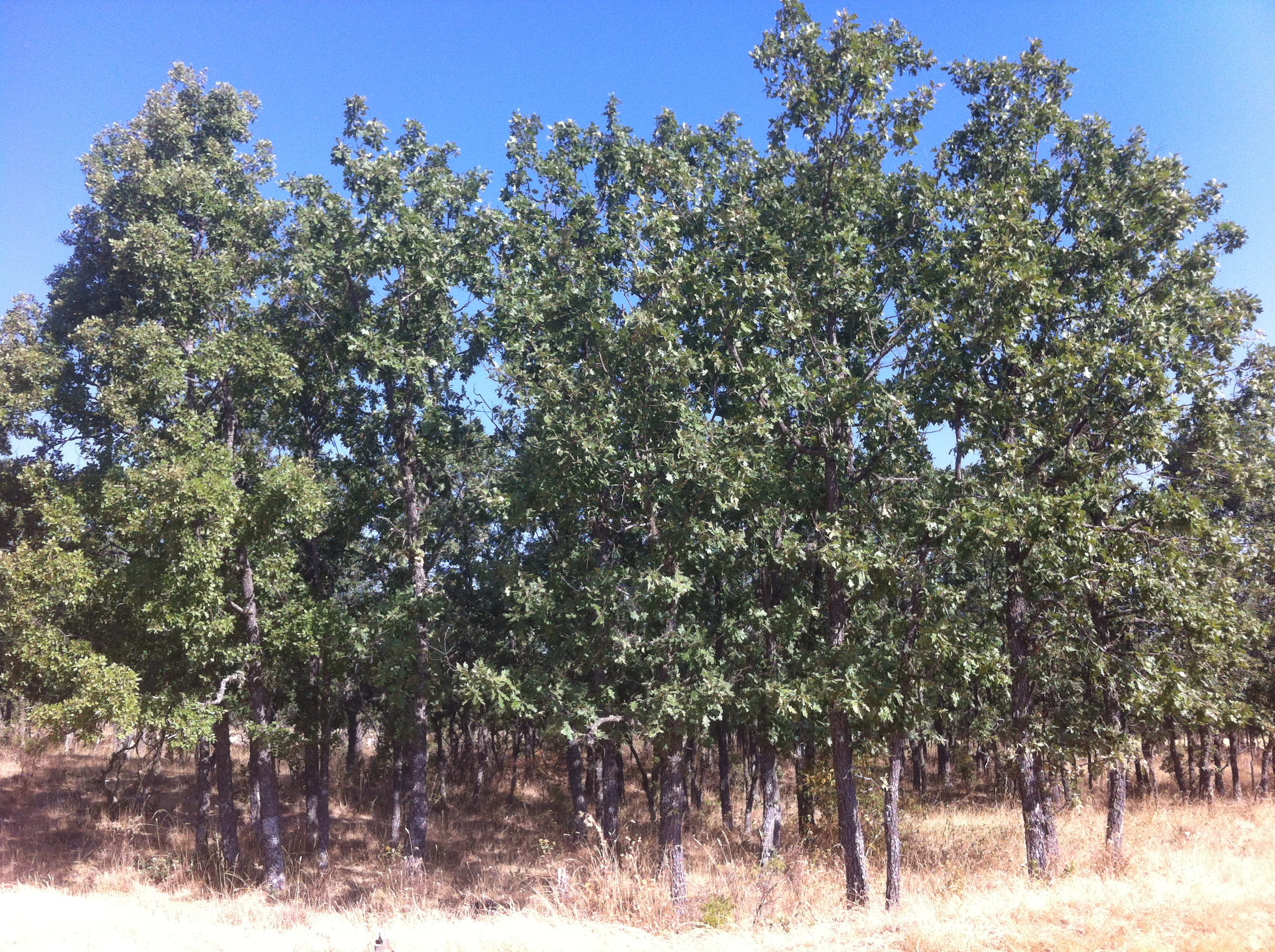
Aspecte d'una roureda

La vall del Jerte és en essència una comarca amb vocació forestal. La potencial vegetació de tot el territori, salva les parts més elevades, és el bosc. Per dret propi destaca la roureda, el més pur i genuí estàndard natural de la vall. L'espècie present de forma majoritària és el roure reboll (Quercus pyrenaical), un arbre perfectament adaptat a les condicions del clima i sol jertenys. Avui dia, depenent dels llocs, la roureda jertenya s'estén fins a uns 1.300 m d'altitud. En qualsevol cas, la vall del Jerte acull algunes de les millors representacions de rebollar existents. Visitar-les no suposa un problema, perquè estan en tots els vessants de la vall. Així, tota l'ombrívola des de Piornal fins al port de Tornavacas esta ocupada per una franja continua de roures, fàcils d'assolir en les rutes per les gorges de San Martín, del Infierno o del Bonal. En el vessant de la solana, la menor humitat i major insolació han reduït un xic la seva superfície, però segueix sent abundant des del port d'Honduras a de Tornavacas, amb bones representacions de les gorges de Los Buitres i Becedas. Una altra excel·lent mostra de roureda es localitza en la Serra de San Bernabé, entre Casas del Castañar i Barrado, amb rutes especifiques des de cadascun dels pobles. En la carretera de El Torno a Cabezabellosa es poden contemplar peus de dimensions excepcionals.
Encara que la roureda és essencialment un bosc monoespecífic, format només per un roure reboll, són nombrosos els llocs on apareixen peus dispersos o rodals de castanyer (Castanae sativa). En temps passats, el castanyer ocupà una gran superfície de la Vall del Jerte. Durant segles, el castanyer s'erigí en el principal mitjà de vida dels habitants de la vall, fins que l'arribada d'una malaltia, la tinta del castanyer (Phytophthora cinnamomi), que arrasà la practica totalitat dels castanyers. Avui dia, els castanyers jertenys tenen quasi tots un origen humà, amb dos tipus principals segons el seu ús. Per una banda els castanyers per la producció de fusta, destacant el Reboldo de Jerte en l'inici de la ruta de Los Pilones, un atapeït bosc, format per fines tiges de rebrot que creixen darrere els regulars torns de tall. Per altra banda resten els castanyers per a recollir castanya, amb arbres grans, alguns enormes, amb hortes treballades curosament al voltant de tots els pobles. Existeixen exemplars de castanyers centenaris que encara sobreviuen en llocs apartats, com els d'Escondelobos, amb la seva ruta pròpia que surt des de Casas del Castañar.

## La fauna

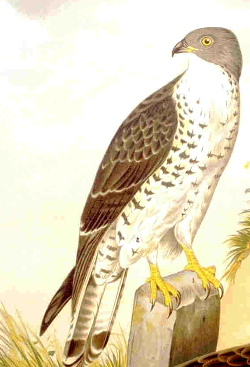
Aligot vesper

La fauna de la roureda és molt variada. Des dels grans mamífers com el senglar i, localment, el cérvol (entre Piornal i Tornavacas), fins als petits rosegadors. El cabirol, una espècie desapareguda a mitjan segle xx, ha començat a recolonitzar lentament la vall. Són freqüents els petits carnívors (guineu, geneta, fagina, teixó, turó i gat fer), així com algunes aus rapinyaires (àguila calçada, àguila marcenca, vesper i aligot) i multitud de mitjanes i petites aus gaig, rossinyol, oriol, pinsà i un llarg etcètera)...

## Municipis
- Barrado
- Cabezabellosa
- Cabezuela del Valle
- Cabrero
- Casas del Castañar
- Jerte
- Navaconcejo
- Piornal
- Rebollar
- Tornavacas
- El Torno
- Valdastillas

## Postals de la Vall del Jerte

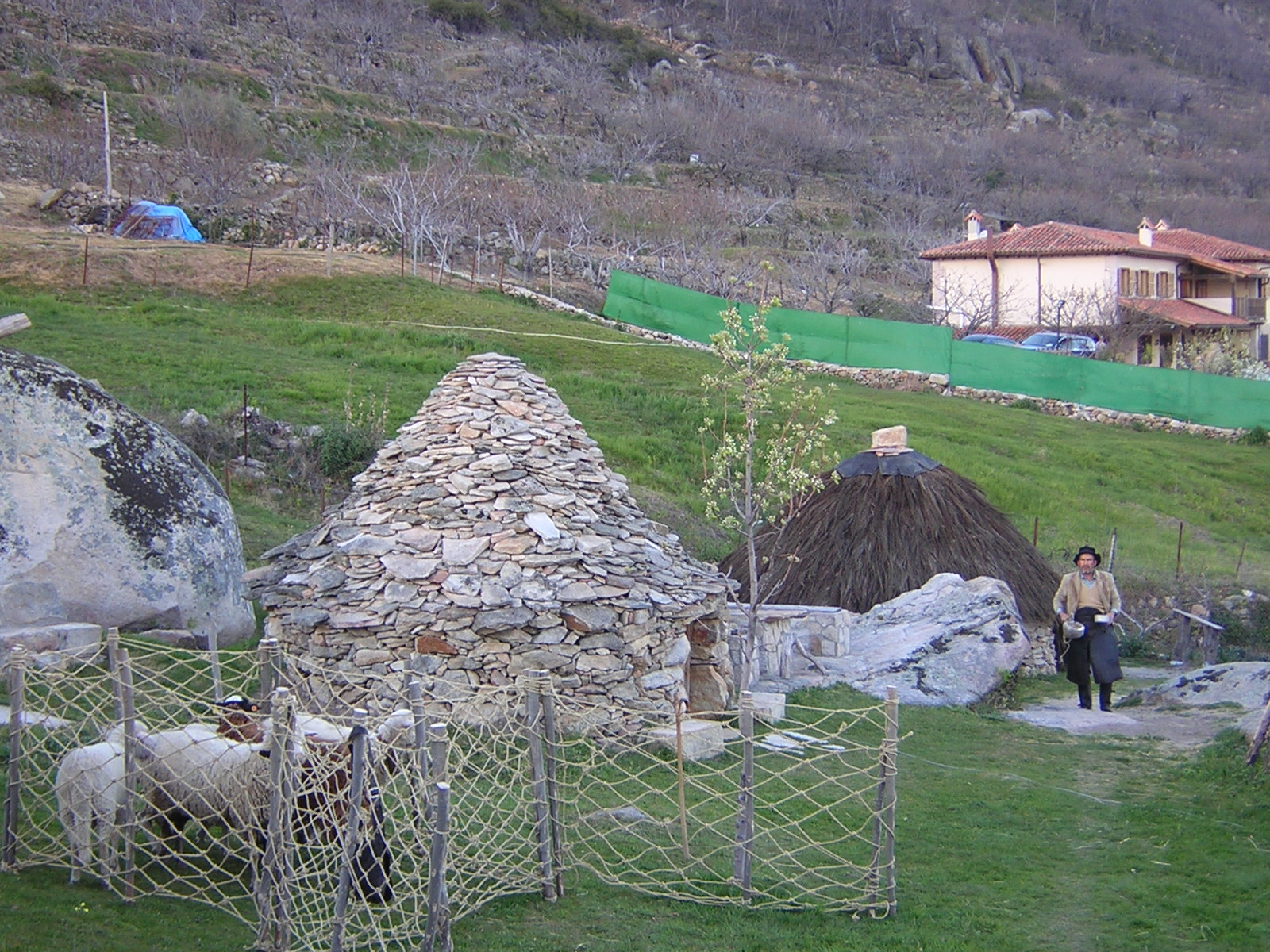
Cabana de ramaders. El Torno
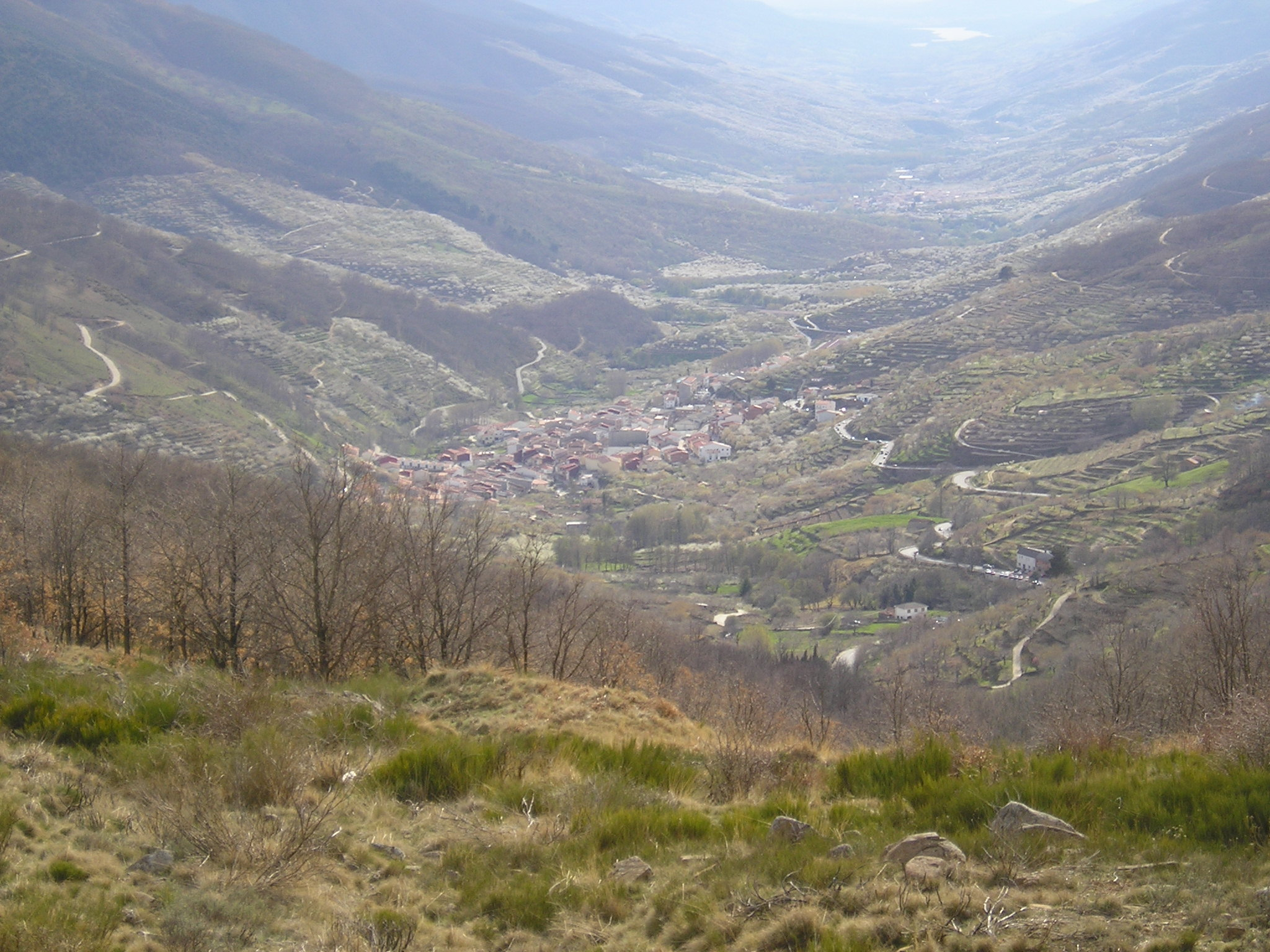
Vista de Tornavacas
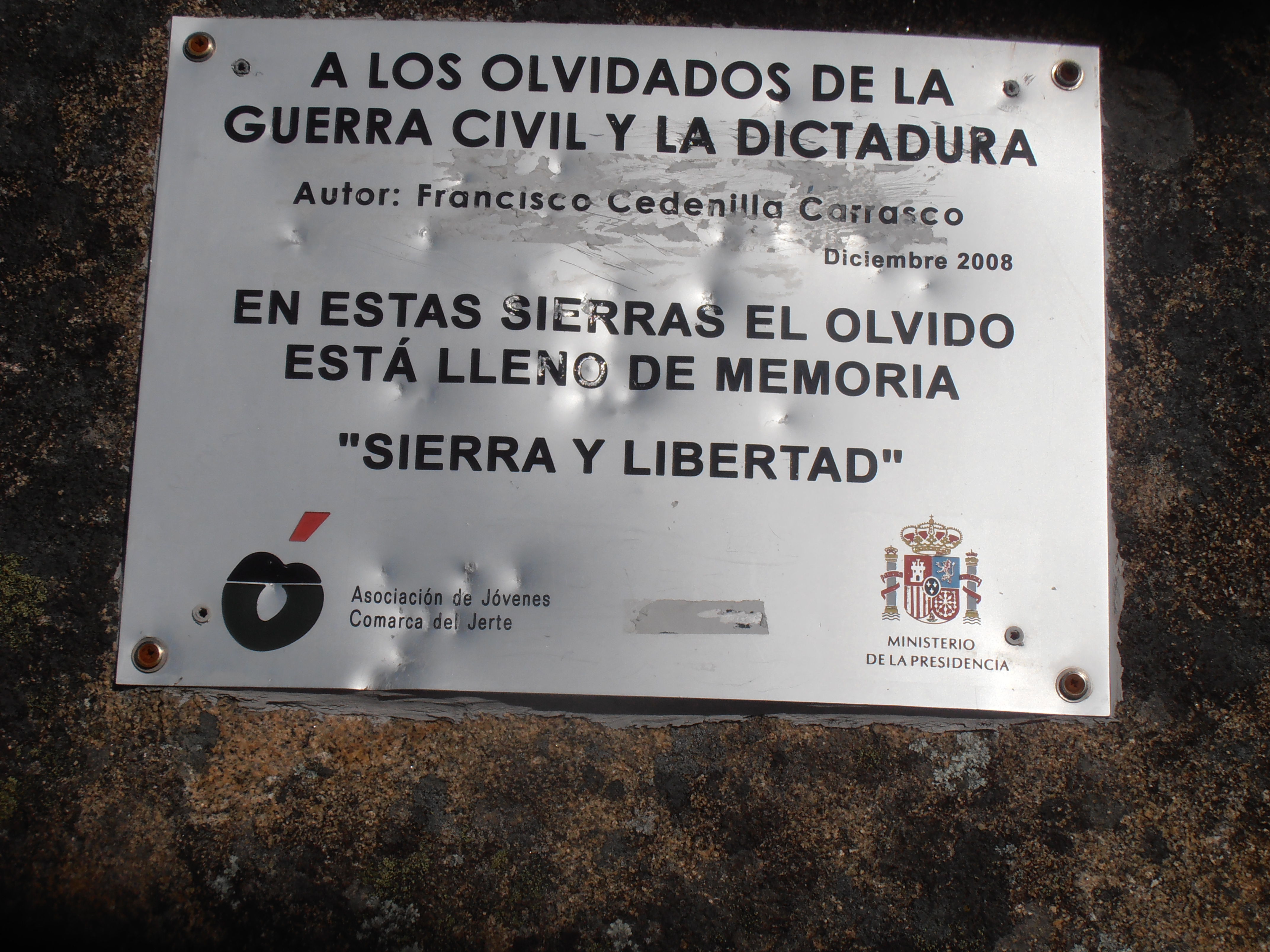
Placa explicativa de grup de estàtues
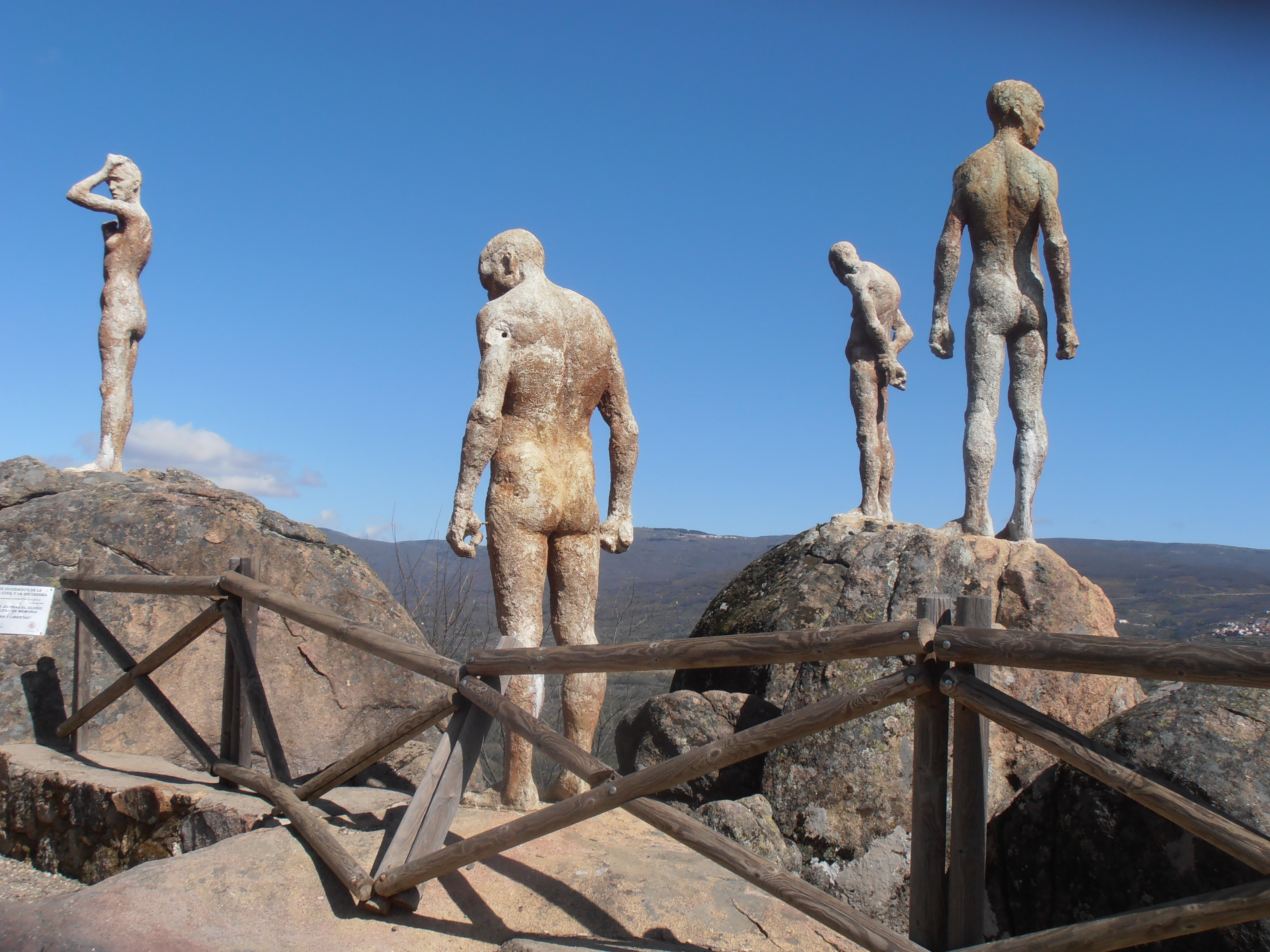
Plaça de l'església de Navaconcejo